# Telopsammis galapagoensis
Telopsammis galapagoensis is een eenoogkreeftjessoort uit de familie van de Pseudotachidiidae. De wetenschappelijke naam van de soort is voor het eerst geldig gepubliceerd in 1997 door Mielke.